# Herbert Gollnow
Herbert Gollnow (Berlin, 13 de julio de 1911-12 de febrero de 1943) fue un luchador de la resistencia alemana, secretario del consulado y más tarde segundo teniente en la Luftwaffe. La carrera de Gollnow estuvo influenciada por Harro Schulze-Boysen mientras Gollnow estudiaba en la Universidad Alemana para Política (Auslandswissenschaftliche Fakultät) de la Universidad Friedrich Wilhelm  en Berlín, y a medida que ascendía en las filas de la Luftwaffe, se convirtió en oficial de contrainteligencia en la Luftwaffe y en informante de Schulze-Boyen
. Gollnow se convirtió en miembro de un grupo de Berlin Anti-Fascist  Resistencia] El grupo que se asoció con Schulze-Boysen, que luego se llamaba la Orquesta Roja (Rote Kapelle). Más tarde fue arrestado y ejecutado en 1943.

## Vida
Gollnow fue hijo de Reinhold Gollnow, un músico y su esposa otra cosa. No tenía hermanos. Después de graduarse de la escuela secundaria en marzo de 1931, Después de graduarse de la escuela secundaria en marzo de 1931, Gollnow comenzó a capacitarse con el  Reichsbahn, trabajando allí del 1 de mayo de 1931 al 5 de diciembre de 1938, logrando el rango de inspector de Reichsbahn el 1 de agosto de 1938. Su trabajo en los ferrocarriles se interrumpió durante un año en la que curzó una capacitación entre mayo de 1936 a junio de 1937, como voluntario en la Luftwaffe donde aprende a ser piloto, logrando el rango de sargento ("Feldwebel") .

## Ministerio de Relaciones Exteriores

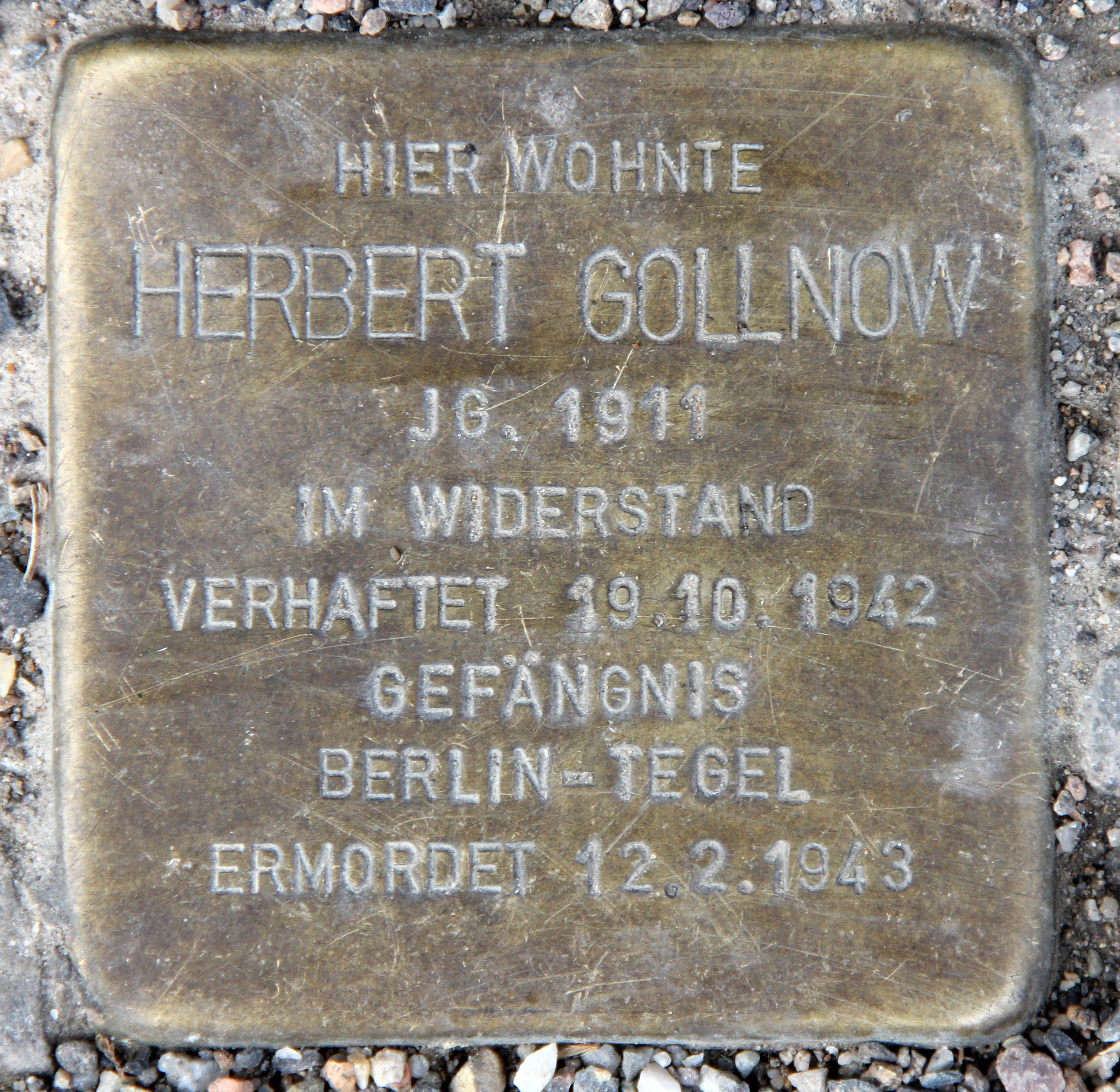
La Stolperstein ("piedra en el camino") de Herbert Gollnow, ubicada en Feldzeugmeisterstraße 5, Moabit, Berlin

El 5 de diciembre de 1938, Gollnow se unió al Ministerio Federal de Relaciones Exteriores para prepararse para el servicio como secretario del consulado. El 19 de agosto de 1939, Gollnow fue nombrado secretario del consulado. por el ministro Joachim von Ribbentrop.
Buscando aprender el idioma inglés, para permitirle alcanzar un puesto más alto en la oficina de relaciones exteriores, Gollnow respondió a un anuncio de Jane Donner, la sobrina de Mildred Harnack que decía Studentin unterrichtet Englisch, ihr Muttersprache (estudiante enseña inglés, su lengua materna) en un periódico de Berlín. Gollnow recibió clases inicialmente por Donner en la Facultad de Estudios Extranjeros. pero cuando estuvo demasiado ocupada, Gollnow paso a recibir clases de Mildred Harnack, quien le enseñó en su casa. quien se hicieron amigos, ella una profesora estadounidense de literatura inglesa estadounidense. Desde abril de 1939, Gollnow estudió a tiempo parcial en el Instituto de Asuntos Exteriores.
El 1 de abril de 1939, Gollnow se convirtió en oficial de reserva de la Luftwaffe con el rango de teniente segundo. En junio de 1940, Gollnow fue reclutado en una Jagdfliegerschulen o Escuelas de Pilotos de Combate de la Luftwaffe en Tutow, donde enseñó identificación de aeronaves. Mientras estuvo allí, se sometió a un entrenamiento de paracaidismo. En el verano de 1941 fue ascendido a teniente primero. Por sugerencia de Arvid Harnack, Gollnow continuó sus estudios en el Instituto. Gollnow conoció a Harro Schulze-Boysen a través de Mildred Harnack. Con el pretexto de ayudarlo, Schulze-Boysen se convirtió en una influencia para Gollnow. con la esperanza de convertirlo en un delator. En octubre de 1941, Gollnow fue ascendido a un puesto en la Rama Extranjera de la Abwehr en el Oberkommando der Wehrmacht del Alto Mando de las Fuerzas Armadas. Buscando impresionar a los Harnack, resultó en un grave descuido ya que Gollnow entregó información sobre la Abwehr que debería haber permanecido en secreto. Con el tiempo, se convirtió en una fuente importante tanto para los Harnack como para los Schulze-Boysen.

## Arresto y Juicio
El 19 de octubre de 1942, Gollnow fue arrestado. El 19 de diciembre de 1942, el segundo senado del Reichskriegsgericht (el tribunal militar más alto de la Alemania nazi) condenó a muerte a Gollnow "por desobediencia en el campo y revelación de secretos de estado al enemigo".
Después del juicio, Gollnow fue separado del grupo encarcelado y enviado a la prisión de Lehrter Strasse el 21 de enero de 1943. La ejecución de Gollnow se pospuso para que pudiera testificar en el nuevo juicio de Mildred Harnack y Erika von Brockdorff.

## Ejecución
El 12 de febrero de 1943, Gollnow fue ejecutado por pelotón de fusilamiento en la risión de Tegel.

## Literatura
- Gert Rosiejka: Die Rote Kapelle. „Landesverrat“ als antifaschistischer Widerstand. Ergebnisse-Verlag: Hamburg 1986, ISBN 3-925622-16-0
- Shareen Blair Brysac: Resisting Hitler. Mildred Harnack and the Red Orchestra. Oxford University Press 2000, ISBN 0-19-515240-9
- Hans Coppi: Harro Schulze-Boysen - Wege in den Widerstand, Fölbach Verlag, Koblenz 1995, 2. Auflage, ISBN 3-923532-28-8